# تومویاسو آندو
تومویاسو آندو (انگلیسی: Tomoyasu Ando؛ زادهٔ ۲۳ مهٔ ۱۹۷۴) بازیکن فوتبال اهل ژاپن است.
از باشگاه‌هایی که در آن بازی کرده‌است می‌توان به باشگاه فوتبال آویسپا فوکوئوکا و باشگاه فوتبال اوراوا رد دیاموندز اشاره کرد.